# Железный треугольник (политика)
В политическом контексте Соединенных Штатов термин «железный треугольник» относится к взаимосвязям между комитетами Конгресса, бюрократией и группами интересов в процессе формирования политики. Эта концепция была описана Гордоном Адамсом в 1981 году, но ранее отзывы о ней можно найти в квартальном еженедельном отчете Конгресса 1956 года, например, в статьях «Железный треугольник: влияние, предыстория и перспективы» и «Школы в железном треугольнике?».

## Основное предположение
Основным аспектом концепции железного треугольника является утверждение, что бюрократические ведомства как активные политические участники стремятся создать и укрепить свою собственную базу власти.
С этой точки зрения власть агентства (например, государственных предприятий в Соединенных Штатах, независимых агентств правительства Соединенных Штатов или регуляторных органов) определяются его избирателями, а не потребителями. (В этом контексте термин «избиратели» относится к политически активным участникам, разделяющим общие интересы или цели, а «потребители» — это ожидаемые получатели товаров или услуг, предоставляемые правительственной бюрократией, и часто их определяют в письменных целях или заявлении о миссии агентства.)
Очевидная бюрократическая дисфункция может быть следствием альянсов, заключенных между агентством и его сторонниками. Может показаться, что официальные цели агентства, которые декларируются для граждан и которым оно обязано оказывать услуги, не выполняются или игнорируются.

## Развитие избирательного округа
Необходимость бюрократическому институту создать прочную базу поддержки часто приводит к тому, что институт налаживает связи с конкретной группой в рамках своей политической юрисдикции. Это достигается путем выявления потенциальных союзников, которые могли бы значительно усилить ее власть в политической сфере, используя свой гражданский интеллект для усиления коллективного социального капитала.
Примечательно, что на более низких уровнях бюрократии предполагаемые получатели услуг агентства, могут не обладать значительным влияния, в результате чего их воспринимают как неэффективных сторонников. Значительная часть населения, чьи интересы широко распространены, могут быть недостаточно политически активными, демонстрировать непоследовательное поведение при голосовании, сталкиваются с дезорганизацией или инертностью и часто испытывают недостаток финансовых ресурсов.
Напротив, частные организации или группы защиты интересов, в том числе организации 501(c) и 527, часто обладают значительной властью. Эти группы обычно обладают устойчивой структурой, значительными ресурсами, высоким мобилизационным потенциалом и проявляют большую активность в политических действиях, о чем свидетельствуют их модели голосования, вклады в избирательные кампании, лоббистская деятельность и даже законодательные инициативы.
Следовательно, агентству может быть выгодно переключить свое внимание с основных получателей услуг на стратегически выбранную группу сторонников. Это позволяет агентству достигать своей цели — усиления своего политического влияния.

## Динамика
В США власти сосредоточены в Конгрессе, в том числе в его комитетах и подкомитетах. Путем сотрудничества с избранными группами агентство имеет возможность влиять на политические результаты непосредственно в этих комитетах и подкомитетах. Именно здесь может проявиться «железный треугольник».
Изображение выше отражает концепцию.
- В одном углу треугольника расположены группы интересов (избиратели) и негосударственные субъекты. Это мощные группы интересов, которые влияют на голосование в Конгрессе в свою пользу и могут повлиять на переизбрание члена Конгресса в обмен на поддержку их программ[16]</nowiki>.
- В другом углу сидят члены Конгресса, которые также стремятся присоединиться к избирателям для получения политической и избирательной поддержки. Эти члены Конгресса поддерживают законодательство, которое продвигает повестку дня группы интересов[17].
- Третий угол треугольника занимают бюрократы, часто находятся под давлением тех же мощных групп интересов, которые их агентство призвано регулировать[18], в некоторых случаях имеют тесные связи с регулируемой отраслью.

Результатом является трехсторонний, стабильный альянс, который иногда называют «субправительством» из-за его прочности, неприступности и способности определять политику.
Отношения в «железном треугольнике» может привести к регулятивному захвату, при котором принимаются узкие политические меры, которые приносят пользу лишь ограниченной группе населения. Интересы сторонников агентства (то есть групп интересов) удовлетворяются, в то время как потребности потребителей (которыми может быть широкая общественность) игнорируются.
Проблематичен для популярной концепции демократии тот факт, что государственное управление может приносить пользу лишь ограниченной части населения, за счет общего благополучия всех граждан. Это особенно актуально, если принятый закон игнорирует или изменяет первоначальную цель, ради которой было создано агентство. Например, Закон о предотвращении регулятивного захвата 2011 года учреждает Управление по обеспечению нормативно-правовой этики в Управлении управления и бюджета (OMB) и предусматривает расследование в таких случаях: (1) действия или бездействие агентства, не способствует достижению миссии агентства или иным образом вредно для общественного интереса; (2) регулирование, лицензирование, судебные решения, гранты или другие действия агентства, которые благоприятствуют ограниченному числу экономических интересов или иным образом противоречащие общественным интересам; (3) приоритеты правоприменения, которые не направлены на достижение целей регулирования; и (4) потеря доверия к процессу регулирования.
Некоторые утверждают, наоборот, что такие механизмы являются естественным результатом демократического процесса, а не противоречат ему, поскольку они предполагают, что большинство избирателей воплощает свою волю через своих избранных представителей в правительстве.
27 января 2011 года директор ФБР Роберт Мюллер использовал «железные треугольники» для обозначения «организованных преступников, коррумпированных чиновников и бизнес-лидеров», которые, по его словам, «представляют значительную угрозу национальной безопасности».